# ماكسي غوميز
ماكسيليانو «ماكسي» غوميز غونزاليز (بالإسبانية: Maximiliano Gómez González)‏ (مواليد 14 أغسطس 1996) هو لاعب كرة قدم أوروغواياني يلعب مع نادي طرابزون سبور في الدوري التركي الممتاز و‌منتخب الأوروغواي لكرة القدم في مركز الهجوم.

## وصلات خارجية
- Maxi Gómez على ESPN سوكرنت
- ماكسي غوميز على موقع الاتحاد الأوربي (الإنجليزية)
- ماكسي غوميز على موقع اتحاد تركيا (لاعب) (الإنجليزية)
- ماكسي غوميز على موقع إي إس بي إن إف سي (الإنجليزية)
- ماكسي غوميز على موقع قاعدة بيانات كرة القدم.إي يو (الإنجليزية)
- ماكسي غوميز على موقع ناشيونال فوتبول تيمز (الإنجليزية)
- ماكسي غوميز على موقع Soccerway.com (الإنجليزية)
- ماكسي غوميز على موقع عالم كرة القدم.نت (الإنجليزية)